# Återkomsten (TV-serie)
För andra betydelser, se Återkomsten.
Återkomsten är en svensk thriller-miniserie från 2001 efter en roman av Håkan Nesser med samma namn, i regi av Martin Asphaug med Sven Wollter i huvudrollen. Serien hade Sverigepremiär den 16 mars 2001 och släpptes på DVD den 16 juni 2006.

## Handling
En stilla vårmorgon lämnar en man fängelset efter att ha tillbringat större delen av sitt vuxna liv där. Mannen är dömd för mord, inte en gång utan två. Nu har han avtjänat sitt straff för det senaste mordet och tar bussen hem till det lilla samhället. Men är verkligen allt glömt och förlåtet? Ett år senare hittas ett stympat lik...

## Om serien
- Återkomsten är en miniserie efter Håkan Nessers roman Återkomsten från 1995.
- Återkomsten hade premiär på TV fredagen den 16 mars 2001. Därefter visades del 2 den 23 mars 2001 och tredje och sista delen den 30 mars 2001.
- Serien är inspelad i Karlskrona i Blekinge.

## Skådespelare
- Sven Wollter – Van Veeteren
- Claes Ljungmark – Münster
- Fredrik Hammar – Rooth
- Steve Kratz – Renberg
- Åsa Göransson – Eva Moreno
- Jonas Falk – Polischefen
- Sven-Bertil Taube – Arnold Jahrens
- Barbro Hiort af Ornäs – Ester
- Hugo Emretsson – Leo som ung
- Anders Palm – Leo Hoofer
- Anki Albertsson – Synn
- Anders Andersson – Horst
- Mårten Andersson – Jahrens som ung
- Tommy Andersson – Mårtens
- Bengt Blomgren – Holden
- Anita Ekström – Anna Jahrens
- Rebecka Englund – Beatrice
- Maria Ericson – åklagaren
- Magnus Eriksson – åklagaren
- Katarina Ewerlöf – obducenten (episode 1)
- Marit Falk – Leonora
- Pia Halvorsen – dagisfröken
- Maria Hansson-Bandobranski – kuratorn
- Marika Holmström – Anna som ung / Andrea
- Donald Högberg – Wikinson
- Chatarina Larsson – Lena Moltke
- Anna Aurelia León – tjänsteflickan Sofie
- Kajsa Linderholm – sjukvårdsbiträdet
- Pierre Lindstedt – fängelsedirektören
- Cecilia Ljung – syster Magdalena
- Rolf Lydahl – Scherman
- Ylva Lööf – läkaren
- Kåre Mölder – Egon Bow
- Hélène Ohlsson – Marlene Bow
- Med Reventberg – fru Collin
- Mikael Rundquist – Molin
- Eva Stellby – fru Wikinson
- Roger Storm – Obermann
- Lisbeht Tammeleht – Emma Wigers
- Olof Thunberg – domare Bloom
- Torsten Wahlund – Bernhardt
- Staffan Westerberg – Mahler
- Joella Berg - Münsters dotter